# Dez-Talsperre
Die Dez-Talsperre (persisch سد دز) ist eine große Talsperre im Iran, die 1963 zum Zweck der Stromerzeugung, der Bewässerung und des Hochwasserschutzes hergestellt wurde.
Sie befindet sich am Fluss Dez (einem Zufluss des Abi) 32 km oberhalb bzw. 25 km nördlich der Stadt Dezful und 20 km nordöstlich von Andimeschk in der Provinz Chuzestan im Südwesten des Iran. 
Die Beton-Bogenstaumauer ist 203 Meter hoch, womit sie eine der höchsten der Erde ist. Aber auch die Höhenangabe 207 m ist zu finden. Die Staumauer sperrt ein enges Tal ab. Auch für die Kronenlänge gibt es zwei Angaben: 212 oder 518 Meter, wovon die erste Angabe wahrscheinlicher ist. Ihre Hochwasserentlastung besteht aus zwei Tunneln mit Durchmessern von 14 und 12,6 Metern. Der Speicherinhalt der Talsperre beträgt 3340, nach anderen Quellen mehr als 3460 Millionen Kubikmeter. Zur Zeit ihrer Entstehung war sie das größte Wasserkraftprojekt im Iran. Noch größer sind heute die Talsperren Karun-3 und Karun-4. 
Das Wasserkraftwerk wird über zwei Stollen mit einem Durchmesser von 10 m versorgt. Es verfügt über acht Turbinen, die für Durchflüsse von 59,2 m³/s und eine Leistung von je 80,8 MW ausgelegt sind, zusammen 646 MW. Eine andere Angabe spricht von 250 MW. Die nutzbare Fallhöhe beträgt 152 Meter. Das Kraftwerk befindet sich in einer Kaverne mit den Abmessungen Länge × Breite × Höhe = 75 mal 18 mal 35 Meter.
Durch das Wasser der Talsperre werden 80.000 Hektar Landfläche in Chuzestan bewässert, unter anderem zum Anbau von Zuckerrohr.